# Воскресенск
Воскресенск (рус. Воскресенск) град је у Русији у Московској области. Према попису становништва из 2010. у граду је живело 91.301 становника.

## Становништво
Према прелиминарним подацима са пописа, у граду је 2010. живело 91.301 становника, 13.430 (17,25%) више него 2002.
| 1939.  | 1959.  | 1970.  | 1979.  | 1989.  | 2002.  | 2010.  |
| ------ | ------ | ------ | ------ | ------ | ------ | ------ |
| 28.987 | 44.759 | 66.866 | 76.449 | 80.393 | 77.871 | 91.464 |